# كوكوميلون
كوكوميلون (بالإنجليزية: Cocomelon)‏ هي قناة أمريكية على موقع يوتيوب وعرض إعلامي متدفق استحوذت عليه شركة موونبيج نتيرتاينمينت البريطانية وتحتفظ بها الشركة الأمريكية ترياسيري استوديو. تتخصص قناة كوكوميلون في مقاطع فيديو الرسوم المتحركة ثلاثية الأبعاد لكل من أغاني الأطفال التقليدية وأغاني الأطفال الأصلية الخاصة بهم.  اعتبارًا من يوليو 2021، أصبحت القناة الأكثر مشاهدة على يوتيوب في الولايات المتحدة، وثاني أكثر القنوات مشاهدة في العالم. كما أنها قناة الأطفال الأكثر اشتراكًا في العالم، وقناة المرتبة الثالثة من حيث الاشتراكات في العالم بعد تي سيريز.

## المحتوى
تتضمن مقاطع فيديو كوكوميلون الأطفال والبالغين والحيوانات الذين يتفاعلون مع بعضهم البعض في الحياة اليومية. تظهر كلمات الأغاني في أسفل الشاشة بنفس الطريقة على جميع شاشات العرض. في عام 2020، أضاف ترياسيري استوديو محتوى كوكوميلون إلى نيتفليكس وروكو وهولو. تقدم الشركة أيضًا الموسيقى من خلال خدمات البث الشهيرة. يتكون محتوى يوتيوب من مقاطع فيديو موسيقية مستقلة ومجموعات وبث مباشر.

## بث
تُبث كوكوميلون حاليًا على يونيفرسال كيدز، وهي قناة تلفزيونية مدفوعة أمريكية مملوكة لقسم تلفزيون إن بي سي العالمية والبث المباشر التابع لكومكاست إن بي سي العالمية من خلال كابل إن بي سي العالمي. في 4 أبريل 2021، عرض كوكوميلون لأول مرة على كارتونيتو في المملكة المتحدة.
تبث كوكوميلون حاليًا على تليفزيون اس ايه بي باكستان قناة تلفزيونية رئيسية أطلقت حديثًا مملوكة لـ اس ايه بي ميديا الجندي المحدودة من خلال الكيبل التلفزيوني في 29 مارس 2021 عرضت على تليفزيون اس ايه بي باكستان.

## روابط خارجية
- الموقع الرسمي